# Sede titolare di Oropo
Oropo o Oropi (in latino: Oropena seu Oropiensis) è una sede titolare della Chiesa cattolica, istituita nel XVI secolo e soppressa nel 1933.

## Storia
Nella Notitia episcopatuum del patriarcato di Antiochia del VII secolo compare, tra le diocesi suffraganee di Seleucia di Isauria, la sede di Robe o Oroba, chiamata Oropus nelle traduzioni latine. Il titolo, evidentemente corrotto, fa riferimento alla diocesi di Olba attestata nelle Notitiae Episcopatuum fino al XIII secolo.
A partire dal XVI secolo la Curia romana ha istituito il titolo Oropena seu Oropiensis, in riferimento ad una presunta diocesi di Oropo, suffraganea dell'arcidiocesi di Anazarbo. Il titolo è stato soppresso con la morte del suo ultimo titolare nel 1933 per la contestuale coesistenza del più appropriato titolo Olbiensis.

## Cronotassi dei vescovi titolari
- Janos de Meliche † (7 novembre 1502 - 1518 deceduto)
- Michael Herchi de Vadast † (13 settembre 1521 - ? deceduto)
- Polidoro di Bressanone, O.Cist. † (16 marzo 1524 - 26 aprile 1534 deceduto)
- Ramón Sureda Santa Cilia † (16 aprile 1674 - 27 maggio 1692 deceduto)
- Oronzo Alfarano-Capece † (15 novembre 1728 - ?)
- Richard O'Reilly † (20 giugno 1781 - 26 febbraio 1782 nominato arcivescovo coadiuore di Armagh)
- Henri de Chambre d'Urgons † (17 dicembre 1787 - 1802 deceduto)
- Stefano Scerra † (17 settembre 1827 - 10 aprile 1851 nominato arcivescovo titolare di Ancira)
- Georg Anton Brinkmann † (15 marzo 1852 - 7 maggio 1856 deceduto)
- František Petr Krejčí † (21 dicembre 1857 - 4 luglio 1870 deceduto)
- Rocco Cocchia, O.F.M.Cap. † (17 luglio 1874 - 15 luglio 1878 nominato arcivescovo titolare di Sirace)
- Sigismondo Brandolini Rota † (28 febbraio 1879 - 27 marzo 1885 succeduto vescovo di Ceneda)
- Donato Velluti Zati di San Clemente † (27 marzo 1885 - 24 marzo 1898 nominato vescovo di Pescia)
- Edmundus Sybrandus Luijpen, S.I. † (21 maggio 1898 - 2 maggio 1923 deceduto)
- Lorenzo Delponte † (5 settembre 1923 - 14 maggio 1926 nominato vescovo di Acqui)
- Giuseppe Marazzi † (8 giugno 1928 - 23 ottobre 1933 deceduto)